# Mokhigul Khamdamova
Mokhigul Khamdamova (Fergana, 2 ottobre 1995) è un'atleta paralimpica uzbeka specializzata nel getto del peso e nel lancio del disco e classificata F57.

## Biografia
Nel 2018 veste per la prima volta la maglia della nazionale uzbeka ai Giochi para-asiatici di Giacarta, dove conquista la medaglia d'argento nel lancio del giavellotto F57. L'anno successivo si classifica nona nel getto del peso F57 ai campionati mondiali paralimpici di Dubai, stesso risultato che ottiene l'anno successivo ai Giochi paralimpici di Tokyo, dove però conquista anche la medaglia d'oro nel lancio del disco F57.
Nel 2023, dopo la medaglia d'argento nel lancio del disco F57 e il settimo posto nel getto del peso F57 ai campionati mondiali paralimpici di Parigi, conquista la medaglia d'oro e quella di bronzo rispettivamente nel lancio del disco e nel getto del peso F57 ai Giochi para-asiatici di Hangzhou.
Nel 2024 partecipa ai campionati mondiali paralimpici di Kobe dove, con la misura di 33,28 m, valida come nuovo record asiatico, conquista la medaglia d'argento nel lancio del disco F57, mentre nel getto del peso F57 si ferma alla settima posizione in classifica. Alle Paralimpiade di Parigi dello stesso anno ottiene la medaglia di bronzo nel lancio del disco F57.

## Record nazionali
- Lancio del disco F57: 33,28 m  ( Kōbe, 18 maggio 2024)

## Progressione
Statistiche ricavate da paralympic.org/athletics/rankings (al 23 agosto 2024).

### Getto del peso F57
| Stagione | Misura | Luogo    | Data       | Rank. Mond. |
| -------- | ------ | -------- | ---------- | ----------- |
| 2024     | 9,18 m | Kōbe     | 23-5-2024  | 9ª          |
| 2023     | 9,31 m | Hangzhou | 24-10-2023 | 12ª         |
| 2021     | 8,90 m | Dubai    | 13-2-2021  | 9ª          |
| 2019     | 8,48 m | Tunisi   | 28-6-2019  | 14ª         |
| 2018     | 7,89 m | Giacarta | 12-10-2018 | 14ª         |

### Lancio del disco F57
| Stagione | Misura  | Luogo    | Data       | Rank. Mond. |
| -------- | ------- | -------- | ---------- | ----------- |
| 2024     | 33,28 m | Kōbe     | 18-5-2024  | 2ª          |
| 2023     | 31,64 m | Hangzhou | 25-10-2023 | 2ª          |
| 2021     | 32,49 m | Dubai    | 12-2-2021  | 1ª          |
| 2019     | 27,92 m | Dubai    | 9-11-2019  | 5ª          |
| 2018     | 23,10 m | Giacarta | 10-10-2018 | 17ª         |

## Palmarès
| Anno | Manifestazione                  | Sede     | Evento                     | Risultato | Prestazione | Note                                     |
| ---- | ------------------------------- | -------- | -------------------------- | --------- | ----------- | ---------------------------------------- |
| 2018 | Giochi para-asiatici            | Giacarta | Lancio del giavellotto F57 | Argento   | 24,19 m     |                                          |
| 2019 | Campionati mondiali paralimpici | Dubai    | Getto del peso F57         | 9ª        | 8,39 m      |                                          |
| 2021 | Giochi paralimpici              | Tokyo    | Getto del peso F57         | 9ª        | 8,42 m      |                                          |
| 2021 | Giochi paralimpici              | Tokyo    | Lancio del disco F57       | Oro       | 31,46 m     |                                          |
| 2023 | Campionati mondiali paralimpici | Parigi   | Getto del peso F57         | 7ª        | 8,13 m      | Miglior prestazione personale stagionale |
| 2023 | Campionati mondiali paralimpici | Parigi   | Lancio del disco F57       | Argento   | 30,51 m     | Miglior prestazione personale stagionale |
| 2023 | Giochi para-asiatici            | Hangzhou | Getto del peso F57         | Bronzo    | 9,31 m      |                                          |
| 2023 | Giochi para-asiatici            | Hangzhou | Lancio del disco F57       | Oro       | 31,64 m     |                                          |
| 2024 | Campionati mondiali paralimpici | Kōbe     | Getto del peso F57         | 7ª        | 9,18 m      | Miglior prestazione personale stagionale |
| 2024 | Campionati mondiali paralimpici | Kōbe     | Lancio del disco F57       | Argento   | 33,28 m     | Record asiatico                          |
| 2024 | Giochi paralimpici              | Parigi   | Lancio del disco F57       | Bronzo    | 32,75 m     |                                          |